# Kirkouk (gisement)
Pour les articles homonymes, voir Kirkouk (homonymie).
Kirkouk est le plus grand champ pétrolifère d'Irak, et l'un des plus grands du monde. Il a une importance historique considérable. Il a été découvert le 15 octobre 1927 alors que l'Irak était sous occupation britannique.
Situé près de la ville du même nom, ce gisement modela l'industrie pétrolière du pays et influença considérablement son histoire. L'Iraq Petroleum Company, en large part aux mains des intérêts britanniques, fut créé pour l'exploiter. 
Dans les années 1930, le gisement constitue un maillon important de la politique globale de l'Empire britannique au Moyen-Orient, non seulement en raison de l'énorme enjeu économique qu'il représente, mais aussi parce que, principale source de pétrole connue à l'époque dans cette partie du monde, il alimente l'armée et la flotte britanniques. 
À partir de 1934, son pétrole est acheminé vers la Méditerranée par l'oléoduc de Mossoul à Haïfa dont les deux branches aboutissent à Tripoli (Liban, alors sous mandat français) et Haïfa (alors en Palestine mandataire), toutes deux fermées après 1948 et remplacées par l'oléoduc Kirkouk-Ceyhan. 
Kirkouk représente presque toute la production du pays jusqu'aux années 1950. Il est nationalisé, comme tout le pétrole irakien, en 1971. Environ la moitié du pétrole produit jusqu'ici en Irak provient de ce gisement.
À la fin du règne de Saddam Hussein, le gisement a été surexploité, tant par volonté de maximiser la production pour faire rentrer des devises que par manque d'équipements et de débouchés pour certains produits (réinjectés dans le gisement). Ces mauvaises pratiques pourraient avoir endommagé irréversiblement le réservoir et diminué ses réserves.
Actuellement, le gisement produit quelque 600 kbbl/j, ce qui en fait le deuxième producteur du pays après Rumaila. La dernière estimation disponible place les réserves restantes à 8,7 Gbbl - sachant que plus de 15 Gbbl ont déjà été extraits, c'est donc un gisement largement déplété maintenant.

Images du gisement de Kirkouk
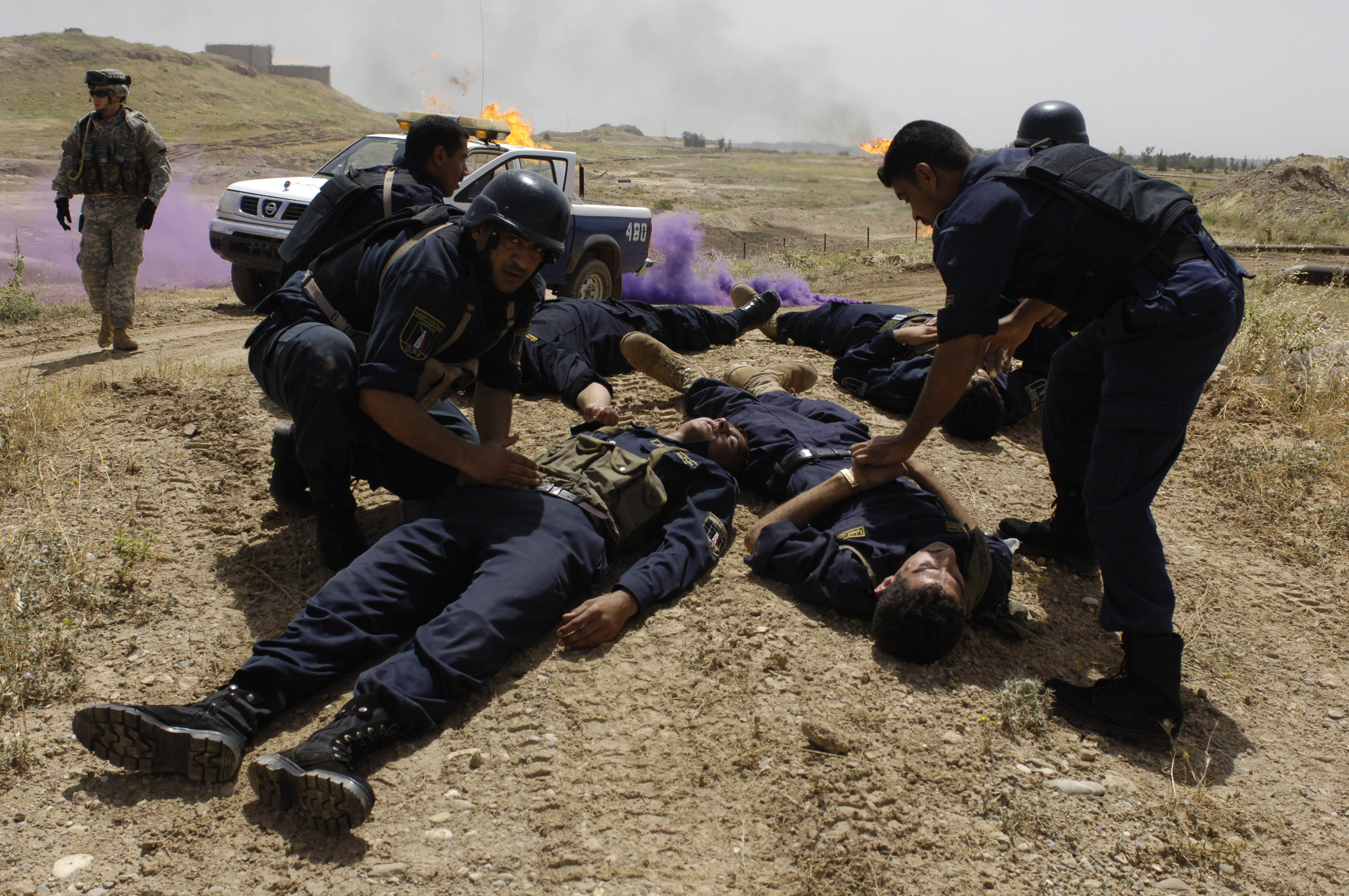
Exercice de secourisme des militaires irakiens de l'Oil Protection Force (en) sur un terrain pétrolier près de Kirkouk en 2006.
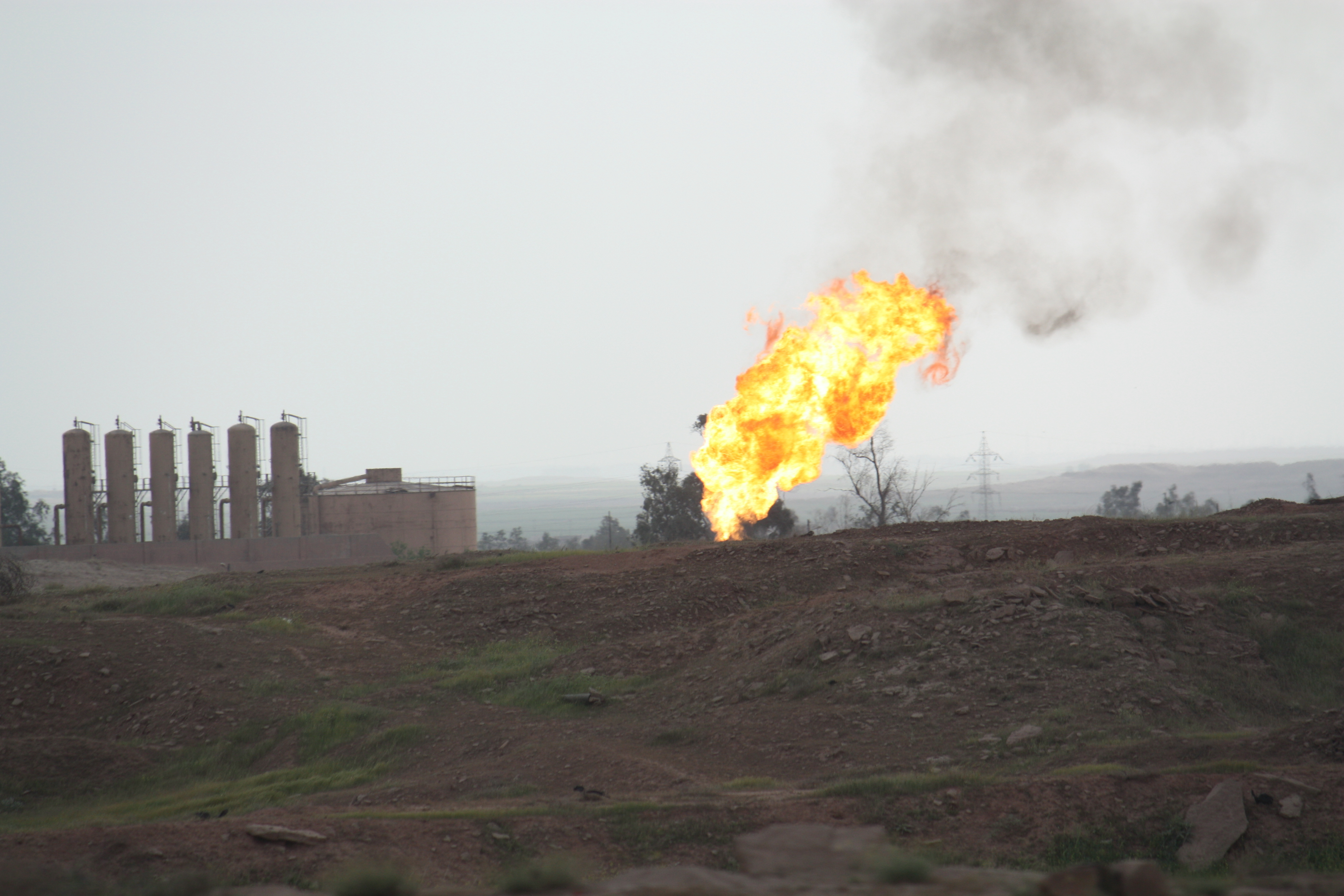
Installations pétrolières près de Kirkouk en 2011.